# Modrava
Modrava es una localidad situada en el distrito de Klatovy, en la región de Pilsen, República Checa. Tiene una población estimada, a principios del año 2022, de 99 habitantes.
Está ubicada al sur de la región, cerca del río Otava —un afluente izquierdo del río Moldava que, a su vez, es afluente del Elba— y de la frontera con la región de Bohemia Meridional y el estado alemán de Baviera.